# Pantano de Irabia

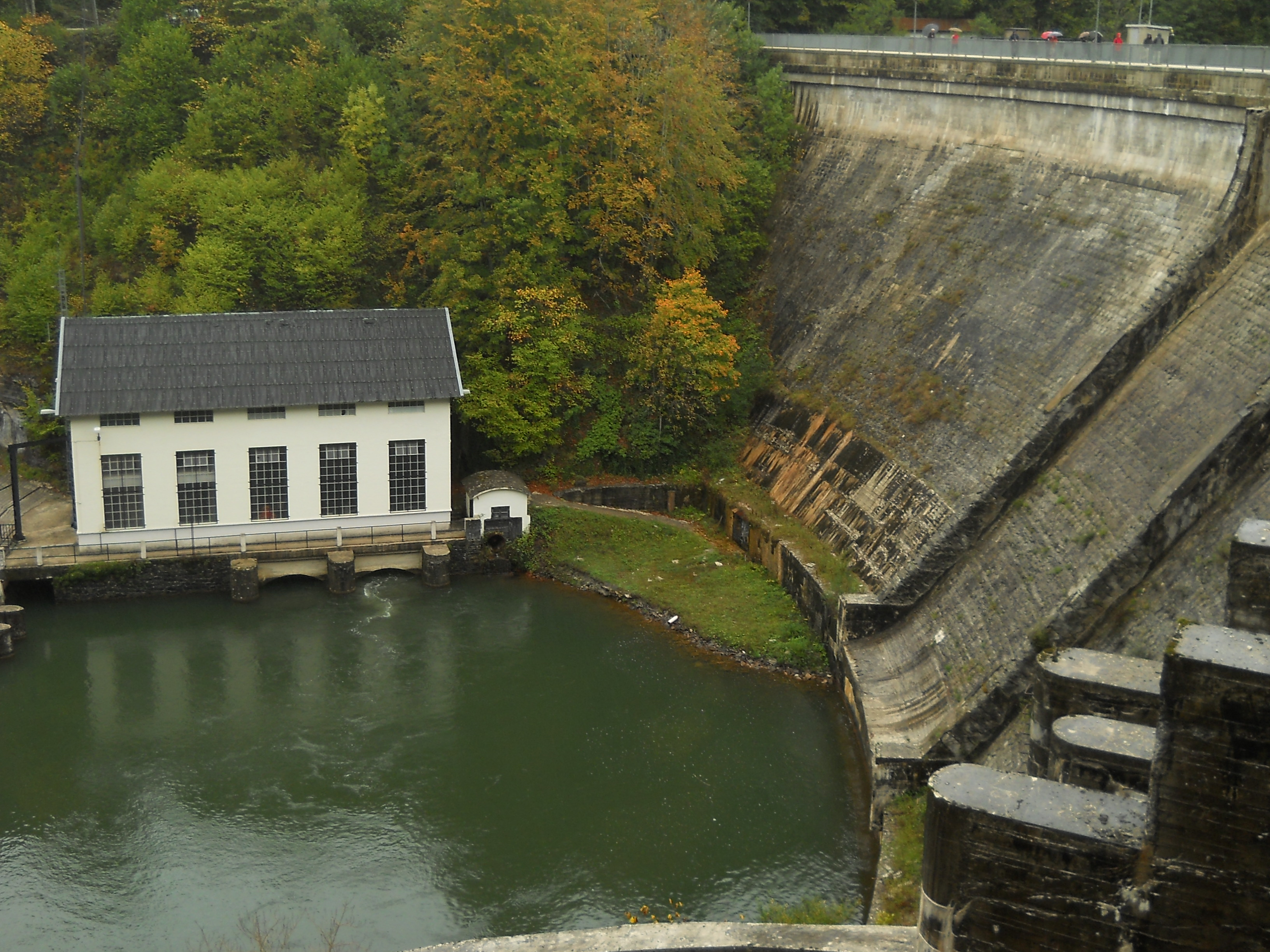
Presa del Pantano de Irabia

El pantano de Irabia es un embalse ubicado al norte de España, en mitad de la selva de Irati, situado en terrenos de los municipios de Orbaiceta y Ochagavía (en el límite del valle de Aézcoa y Valle de Salazar). Se utiliza para controlar el caudal del río Irati en verano, debido al gran número de centrales hidroeléctricas que hay en dicho río (8 centrales en 40 km de longitud).
Fue construido en 1922 y reformado entre 1940-1942, construyendo un muro de 40 m.
El embalse tiene una capacidad de 14 hm3 destinados a la alimentación de turbinas de producción de energía eléctrica.

## Camino
Hay un recorrido de poco más de 9 km que da la vuelta al embalse, con pequeñas subidas y bajadas (de casi 50 m). La mayor parte del recorrido transcurre por pista, y dura unas 2,5 horas. Para llegar al punto de partida, es decir al aparcamiento del embalse, hay que ir por una pista que sale a 3 km de Orbaize, otros 8 km hasta el aparcamiento.
Del mismo lugar parte otro sendero, denominado "Los Paraísos" y tiene una longitud de 4,6 km (110 m de desnivel).
| Climograma de Pantano de Irabia | Climograma de Pantano de Irabia | Climograma de Pantano de Irabia | Climograma de Pantano de Irabia | Climograma de Pantano de Irabia | Climograma de Pantano de Irabia | Climograma de Pantano de Irabia | Climograma de Pantano de Irabia | Climograma de Pantano de Irabia | Climograma de Pantano de Irabia | Climograma de Pantano de Irabia | Climograma de Pantano de Irabia |
| --- | ------------------------------- | ------------------------------- | ------------------------------- | ------------------------------- | ------------------------------- | ------------------------------- | ------------------------------- | ------------------------------- | ------------------------------- | ------------------------------- | ------------------------------- |
| E | F                               | M                               | A                               | M                               | J                               | J                               | A                               | S                               | O                               | N                               | D                               |
| 148 2 -4 | 95 5 -3                         | 104 8 1                         | 136 14 2                        | 114 16 6                        | 91 21 11                        | 56 22 12                        | 40 23 12                        | 61 17 9                         | 114 12 6                        | 148 7 0                         | 89 2 -2                         |
| temperaturas en °C • totales de precipitación en mm fuente: |                                 |                                 |                                 |                                 |                                 |                                 |                                 |                                 |                                 |                                 |                                 |
| Conversión sistema imperial\| E \| F \| M \| A \| M \| J \| J \| A \| S \| O \| N \| D \| \| 5.8 36 25 \| 3.7 41 27 \| 4.1 46 34 \| 5.4 57 36 \| 4.5 61 43 \| 3.6 70 52 \| 2.2 72 54 \| 1.6 73 54 \| 2.4 63 48 \| 4.5 54 43 \| 5.8 45 32 \| 3.5 36 28 \| \| temperaturas en °F • totales de precipitación en pulgadas \| \| \| \| \| \| \| \| \| \| \| \| |                                 |                                 |                                 |                                 |                                 |                                 |                                 |                                 |                                 |                                 |                                 |
| E | F                               | M                               | A                               | M                               | J                               | J                               | A                               | S                               | O                               | N                               | D                               |
| 5.8 36 25 | 3.7 41 27                       | 4.1 46 34                       | 5.4 57 36                       | 4.5 61 43                       | 3.6 70 52                       | 2.2 72 54                       | 1.6 73 54                       | 2.4 63 48                       | 4.5 54 43                       | 5.8 45 32                       | 3.5 36 28                       |
| temperaturas en °F • totales de precipitación en pulgadas |                                 |                                 |                                 |                                 |                                 |                                 |                                 |                                 |                                 |                                 |                                 |

| E                                                         | F         | M         | A         | M         | J         | J         | A         | S         | O         | N         | D         |
| 5.8 36 25                                                 | 3.7 41 27 | 4.1 46 34 | 5.4 57 36 | 4.5 61 43 | 3.6 70 52 | 2.2 72 54 | 1.6 73 54 | 2.4 63 48 | 4.5 54 43 | 5.8 45 32 | 3.5 36 28 |
| temperaturas en °F • totales de precipitación en pulgadas |           |           |           |           |           |           |           |           |           |           |           |